# گای رو
گای رو (فرانسوی: Guy Roux‎؛ تلفظ فرانسوی: [ɡi ʁu] زادهٔ ۱۸ اکتبر ۱۹۳۸) بازیکن فوتبال و مربی فوتبال اهل فرانسه است.
وی همچنین برندهٔ جوایزی همچون لژیون دونور شده‌است.
از باشگاه‌هایی که در آن بازی کرده‌است می‌توان به باشگاه فوتبال اوسر اشاره کرد.